# 1836 ve fotografii
Tento článek obsahuje významné fotografické události v roce 1836.

## Narození v roce 1836
- 22. ledna – Antonín Markl, český chemik, fotograf, odborný spisovatel a pedagog, majitel vlastního fotosalonu. Byl autorem první fotografické příručky v češtině a také prvním fotografem v českých zemích, který toto řemeslo začal odborně vyučovat. († 3. srpna 1907)
- 1. května – Ludvig Grundtvig, dánský fotograf a malíř († 28. listopadu 1901)
- 1. srpna – Elizabeth Pulman, novozélandská fotografka († 3. února 1900)
- 22. srpna – Hynek Fiedler, český malíř a portrétní fotograf († 24. února 1870)
- ? – Miron Bronislaw Omenta, norský fotograf polského původu († 1884)
- ? – François Cudenet, fotograf
- ? – Jean Pierre Philippe Lampué, fotograf
- ? – Giuseppe Bruno, fotograf
- ? – Gustave Viaud, fotograf
- ? – André Schmid, fotograf
- ? – Auguste Burgaud, fotograf
- ? – William Stinson Soule, fotograf
- ? – Émile Mage, fotograf